# Happy Nation (Lied)
Happy Nation ist ein Popsong und die dritte Single der schwedischen Popband Ace of Base. Er wurde erstmals im Dezember 1992 in den nordischen Ländern beim dänischen Label Mega Records auf ihrem gleichnamigen ersten Album Happy Nation veröffentlicht. Im April 1993 erschien er erstmals in Schweden als Single, im Juli 1993 im restlichen Europa.

## Stil und Inhalt
Happy Nation ist ein Mid-Tempo-Dance-Pop-Song mit starken Einflüssen aus Reggae und Dance-Pop. Er wurde von Jonas „Joker“ Berggren und Ulf „Buddha“ Ekberg geschrieben und enthält sowohl englische als auch lateinische Texte. Der erste Vers wird von Berggren in lateinischer Sprache gesungen, und Linn Berggren singt den Rest als Leadsängerin. Das Lied wurde auch von Berggren und Ekberg produziert.

## Rezeption
Das Lied wurde erstmals 1992 auf dem Album und 1993 international veröffentlicht. Im Herbst 1993 entwickelte sich der Song zu einem internationalen Charthit und erreichte 1993 und 1994 die Nummer eins in den Single-Charts von Dänemark, Finnland, Frankreich und Israel. 2008 wurde der Song von Ace of Base für ein Remix-Album neu aufgenommen.

## Kommerzieller Erfolg

### Chartplatzierungen
Die Single erreichte in Deutschland Platz sieben und wurde mit einer Goldenen Schallplatte ausgezeichnet.
| ChartsChartplatzierungen     | Höchstplatzierung | Wochen |
| ---------------------------- | ----------------- | ------ |
| Deutschland (GfK)            | 7 (20 Wo.)        | 20     |
| Österreich (Ö3)              | 6 (12 Wo.)        | 12     |
| Schweden (GLF)               | 4 (8 Wo.)         | 8      |
| Schweiz (IFPI)               | 23 (12 Wo.)       | 12     |
| Vereinigtes Königreich (OCC) | 40 (8 Wo.)        | 8      |

| ChartsJahrescharts (1993) | Platzierung |
| ------------------------- | ----------- |
| Deutschland (GfK)         | 42          |

### Auszeichnungen für Musikverkäufe
| Land/Region        | Auszeichnungen für Musikverkäufe (Land/Region, Auszeichnung, Verkäufe) | Verkäufe |
| ------------------ | ---------------------------------------------------------------------- | -------- |
| Deutschland (BVMI) | Gold                                                                   | 250.000  |
| Frankreich (SNEP)  | Silber                                                                 | 125.000  |
| Insgesamt          | 1× Silber · 1× Gold ·                                                  | 375.000  |

Hauptartikel: Ace of Base/Auszeichnungen für Musikverkäufe